# Forstsamendarre

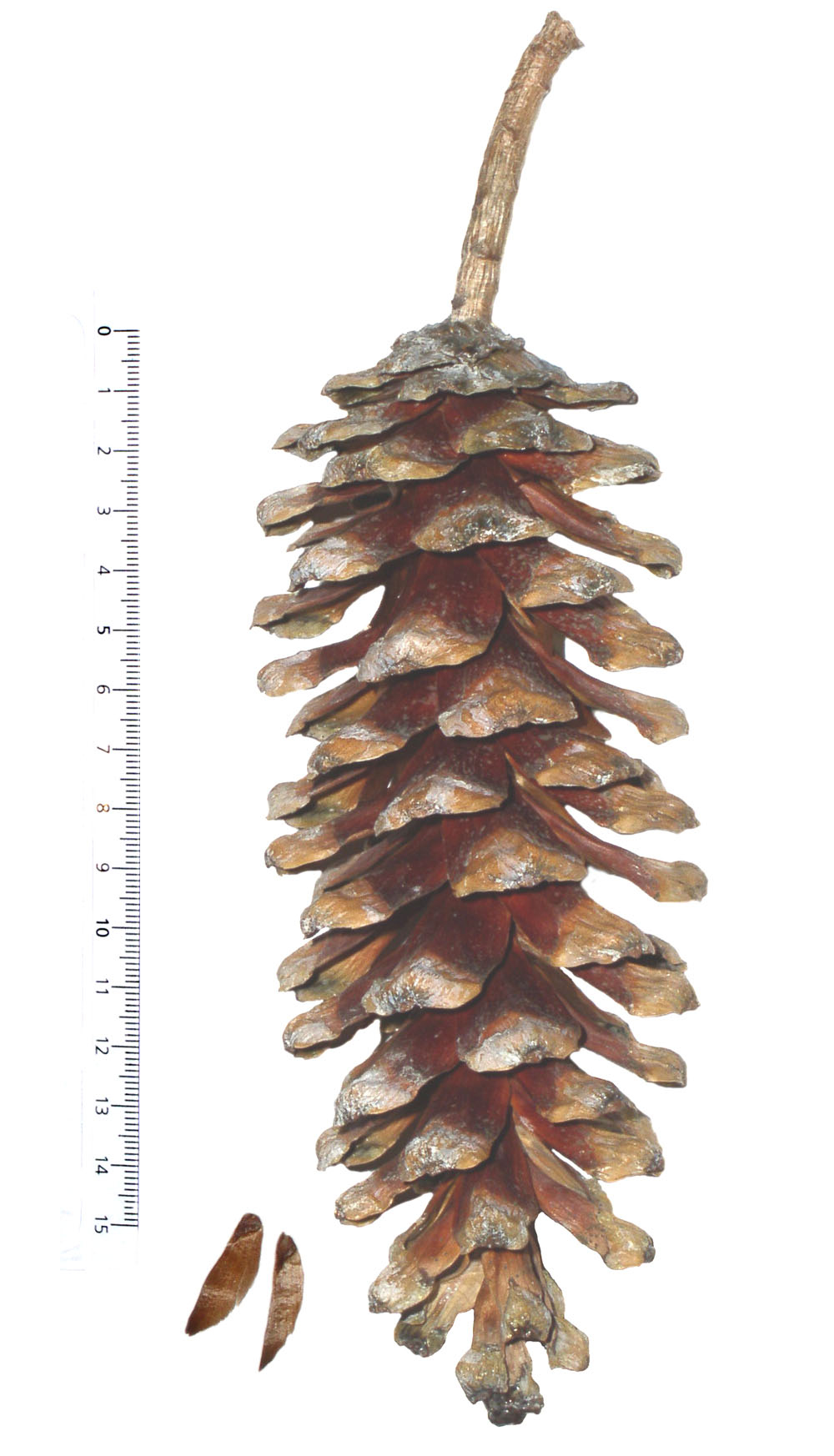
Kiefernzapfen mit Samen

Eine Forstsamendarre, auch Samenklenge oder Klenge genannt, ist eine forstwirtschaftliche Einrichtung zur Saatgutversorgung. Der Betrieb verarbeitet die Samen von Laub- und Nadelbäumen, aber auch von Sträuchern, zu forstwirtschaftlichem Saatgut.

## Aufgaben einer Samenklenge
In den meist staatlich geführten Betrieben werden Samen von Sträuchern und Bäumen geerntet, getrocknet, entflügelt, gereinigt, gelagert und verkauft. Sie sorgen für herkunftsgesichertes und qualitativ hochwertiges Vermehrungsgut. Zur Deckung des Bedarfs bei Aufforstungen, aber auch bei der Aussaat von Neupflanzungen muss auf diese „künstliche“ Gewinnung zurückgegriffen werden. Das Inverkehrbringen von forstlichem Saat- und Pflanzgut unterliegt seit dem 1. Januar 2003 dem Forstvermehrungsgutgesetz. Nur zugelassene Bestände, die bestimmte Kriterien erfüllen wie gute Holzeigenschaften, geraden Wuchs oder Widerstandskraft gegen Schädlinge, dürfen abgeerntet werden.

## Ernte
Die Arbeit in der Darre ist saisonal ausgerichtet. In mitteleuropäischen Breiten beginnt zuerst die Behandlung der Zapfen nach der Douglasienernte. Nach den Douglasien werden die Zapfen oder Früchte der Kiefern, Fichten, Buchen, Eichen und Erlen geerntet, daneben auch Hagebutten und Maulbeeren oder von selteneren Baumarten wie Tannenarten und Elsbeeren.
Ausgebildete Baumsteiger gewinnen dabei das Saatgut, in dem sie stehende Bäume erklimmen und die Zapfen pflücken. Auf den Boden gefallene Zapfen können nicht verwendet werden: sie sind ausgereift und ihre Samen wurden durch den Wind bereits verteilt. Bis in die 1960er Jahre erfolgte diese Tätigkeit durch Tagelöhner, die oft ohne Sicherungseinrichtungen in den Bäumen arbeiteten. Seitdem wurde hauptsächlich die Steigeisen-Technik genutzt, inzwischen haben sich baumschonendere Verfahren wie das Abseilen durchgesetzt. Die Baumsteiger pflücken die noch ungeöffneten Fruchtstände der Bäume, die anschließend getrocknet werden. So werden zum Beispiel die Zapfen von Nadelbäumen noch grün und unreif geerntet und reifen unter kontrollierten Bedingungen.

## Technik der Samengewinnung
Unter Ausklengen versteht man das Entsamen überhaupt, sei es durch Wärme oder durch mechanische Hilfsmittel. Darren heißt das Entsamen der Zapfen durch Wärme. Der eigentliche Darrvorgang findet durch die Erhitzung in Spezialöfen statt. Das Darren ist heute ein computergesteuerter Verarbeitungsprozess, der auf jahrzehntelangen Erfahrungen der in dieser Branche Beschäftigten aufbaut. Die Zapfen werden auf Blechen drei Tage lang bei einer ständig kontrollierten Temperatur von ca. 40 bis 50 °C (je nach Art der Zapfen) erwärmt und getrocknet. Durch die Erhitzung ist eine Trennung der nun geöffneten Samen von ihren Hüllen über ein Schüttelsieb möglich. Diese Technik wurde in der Mitte des 14. Jahrhunderts vom Nürnberger Ratsherren und Handelsherren Peter Stromer entwickelt. Die Samen sind in Kühlhäusern gelagert bis zu 25 Jahre haltbar. Die übrig bleibenden Zapfen werden zu Dekor- oder Heizzwecken verwendet. Von dem Geräusch aufspringender Fichten- oder Kiefernzapfen, wenn sie die Samen freigeben, rührt der Name Kleng her. Folgendes Beispiel macht die Ausbeute an Saatgut deutlich: aus einer Tonne Kiefernzapfen werden 16 kg Samen gewonnen.

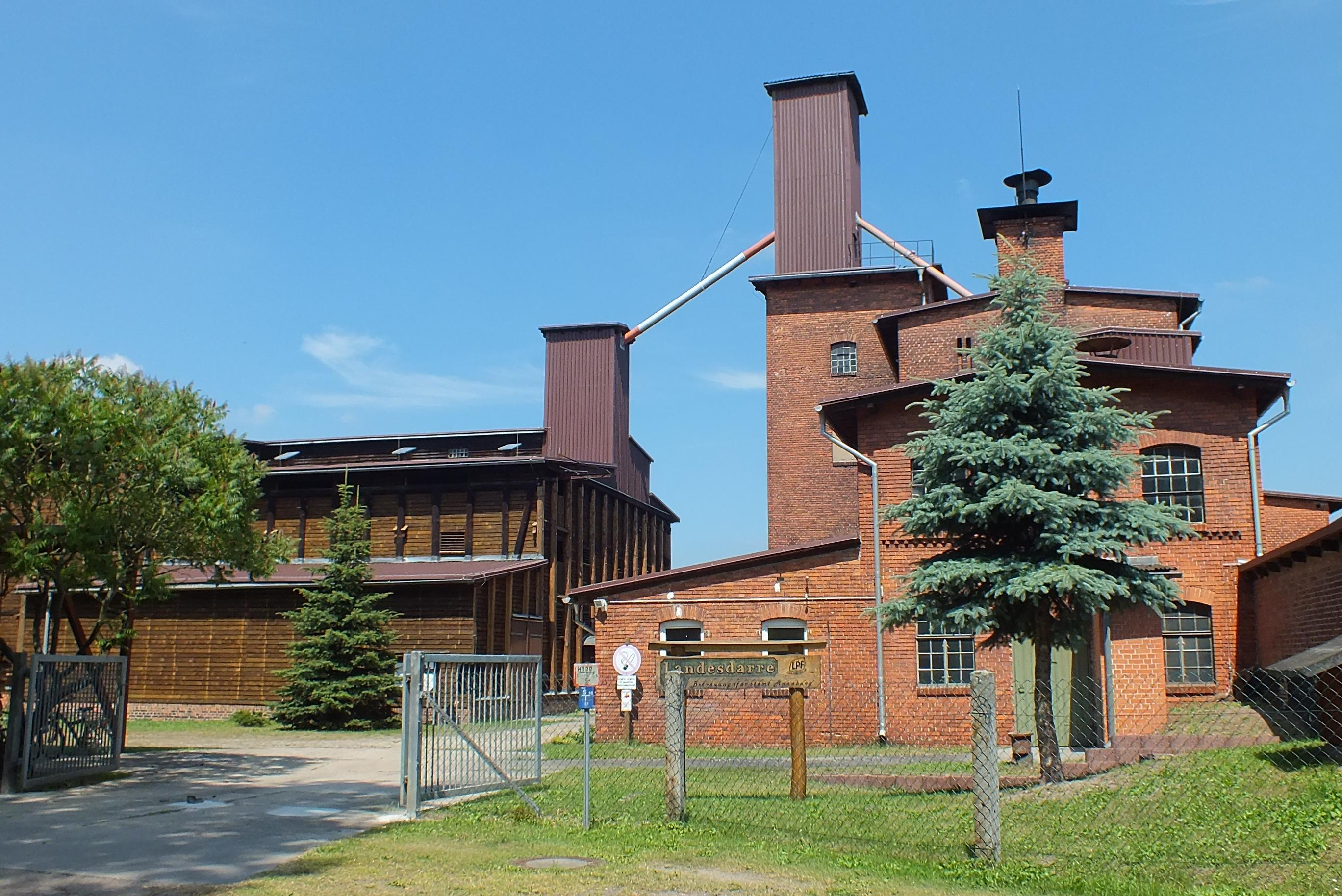
Samendarre Annaburg
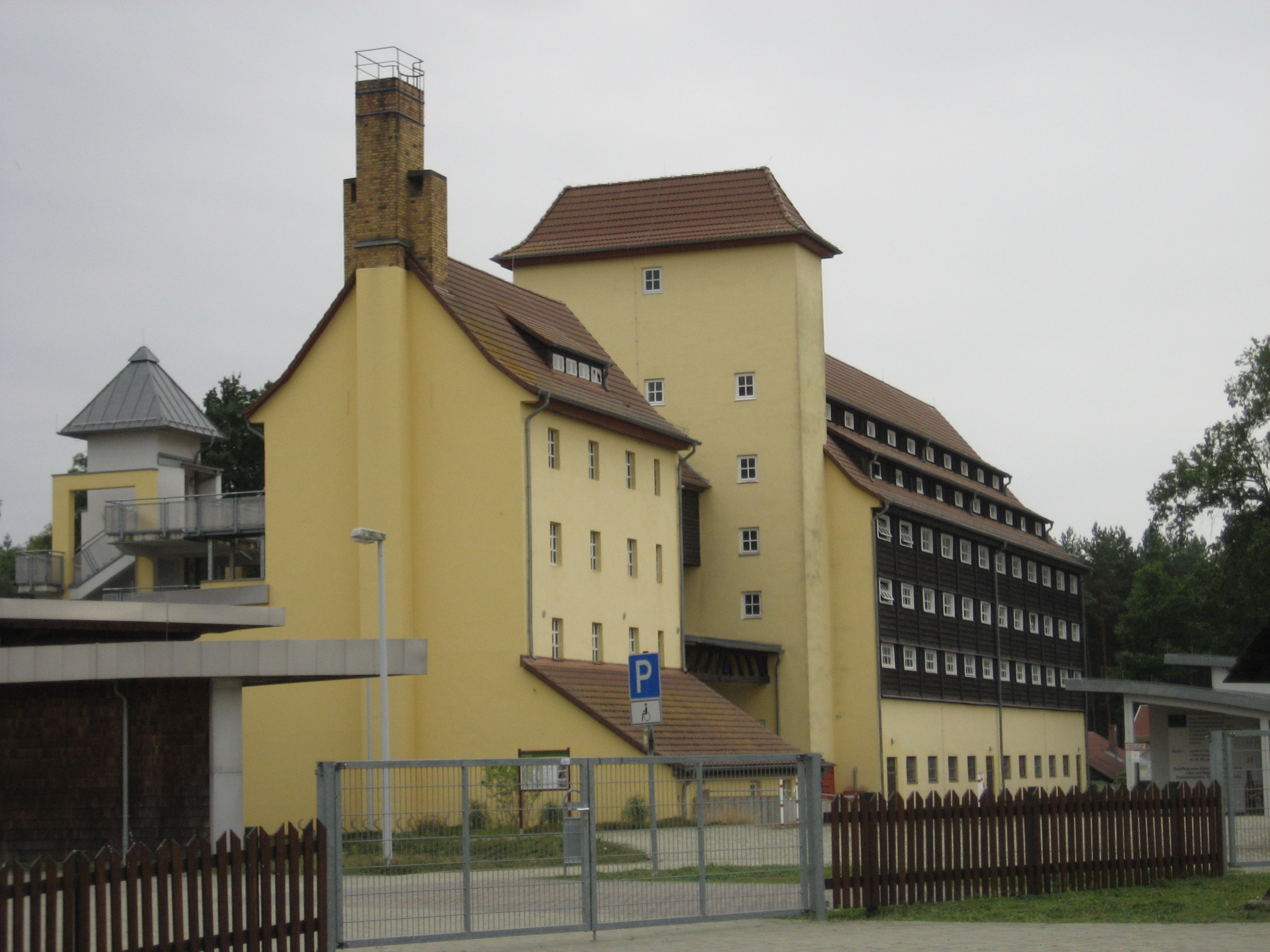
Forstsamendarre Jatznick
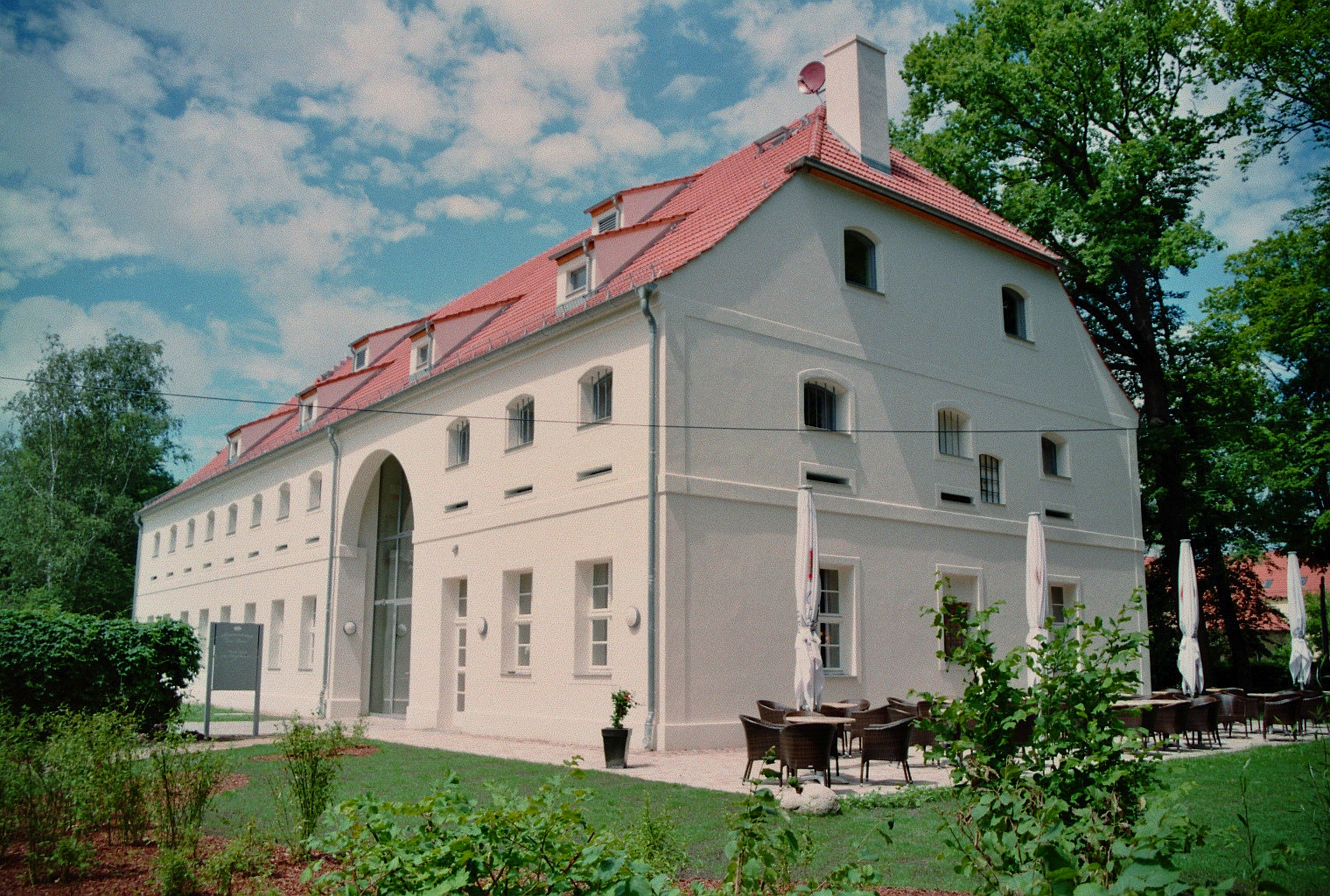
Die Darre in Lieberose mit Darre- und Forstmuseum
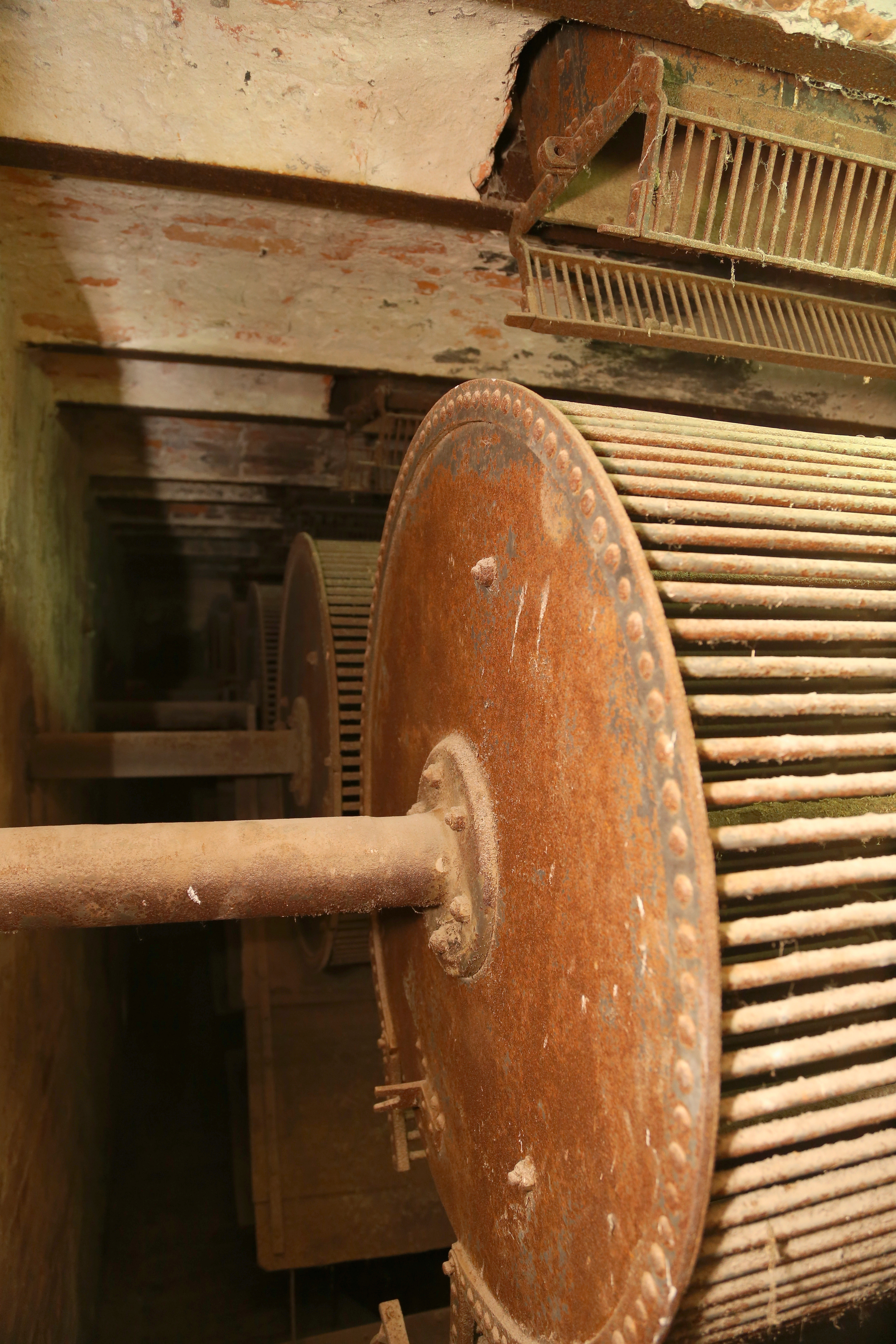
Historische Trommeldarre in Lieberose
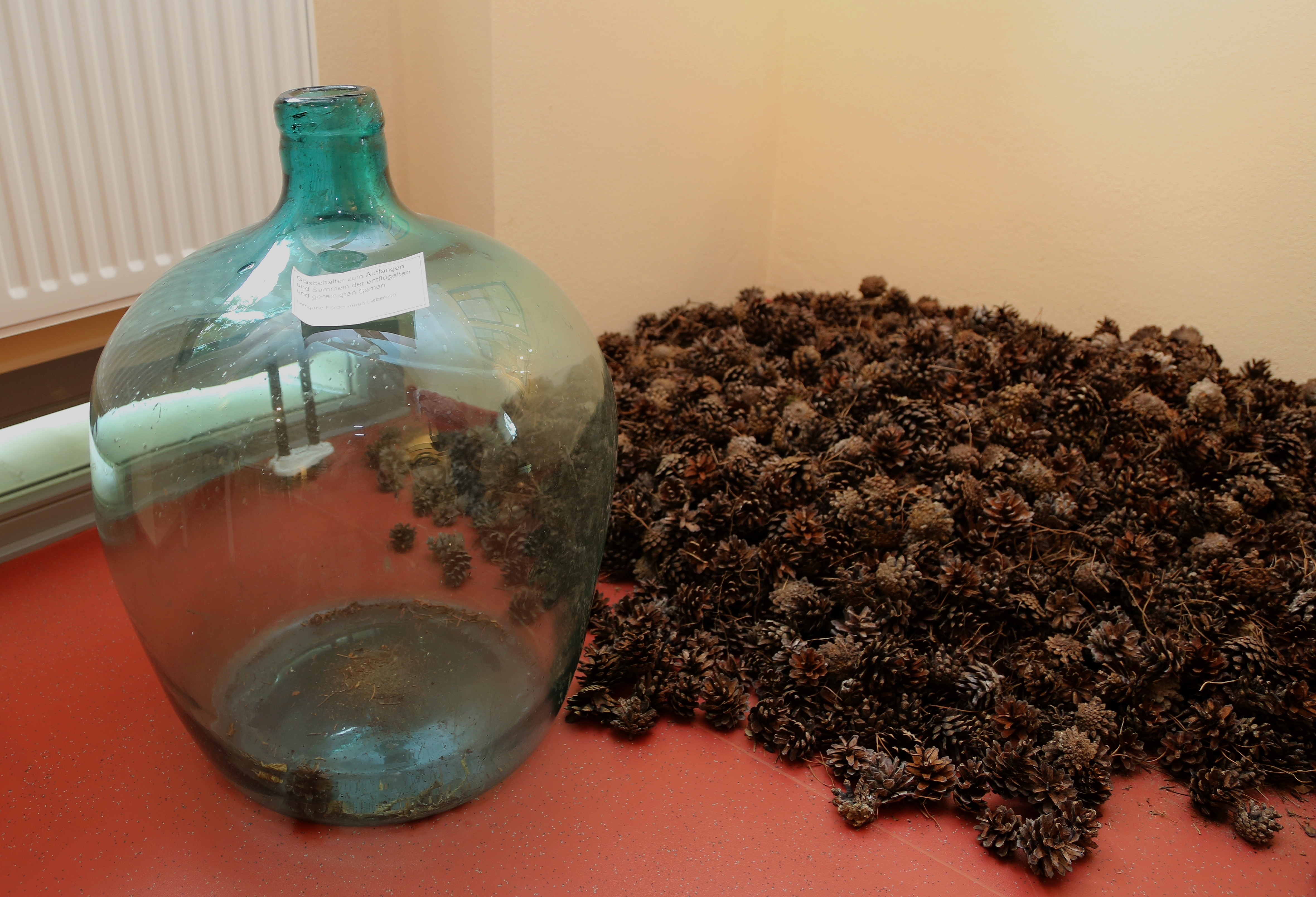
Aufgesprungene Kiefernzapfen in Lieberose
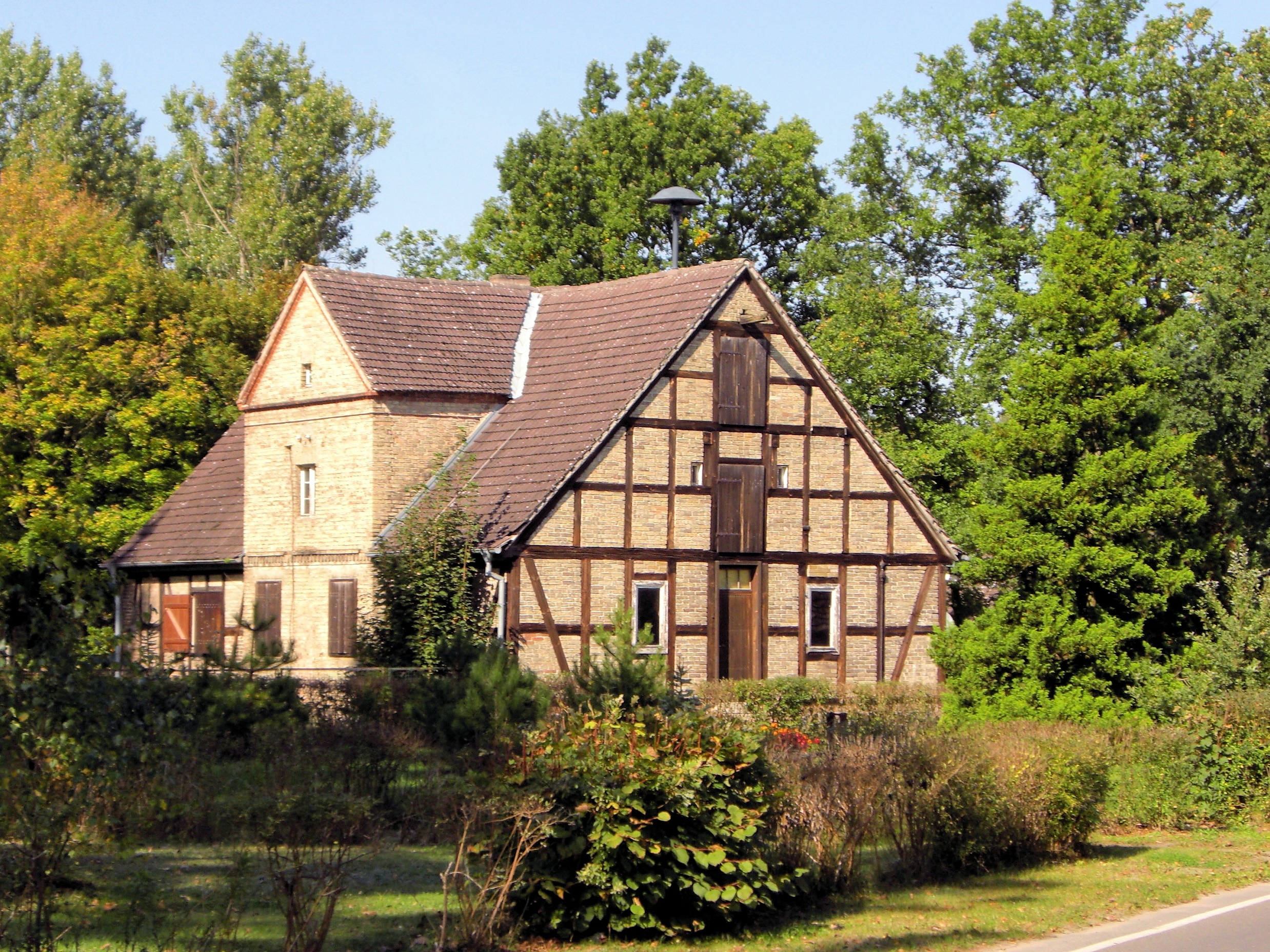
Alte Darre in Schmachtenhagen
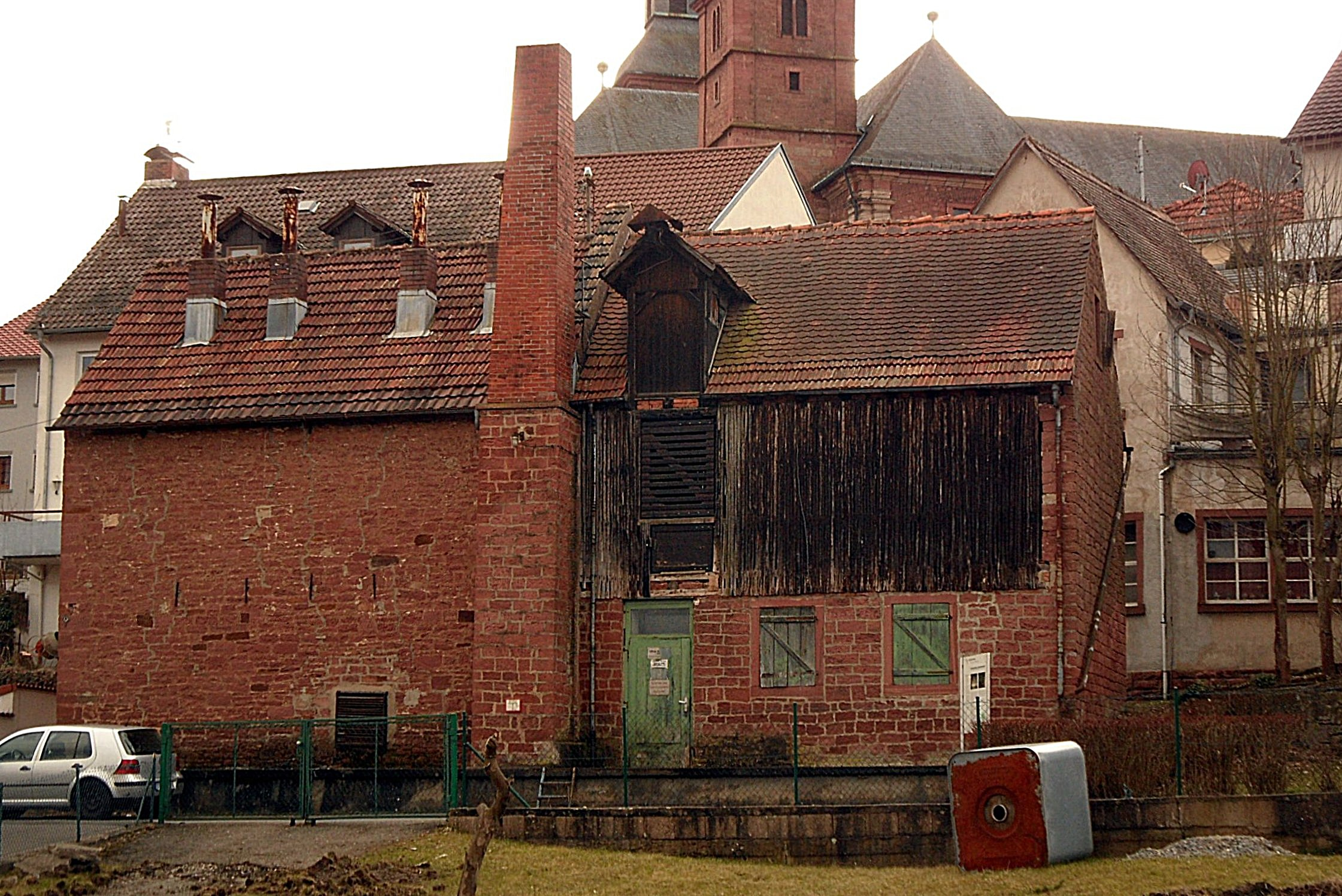
„Bummerndörre“ in Walldürn

## Verbreitung und Abnehmer
In Deutschland gibt es acht Forstsamendarren, beispielsweise die Forstsamendarre Jatznick, die Staatsdarre des Sachsenforst in Flöha oder die Landesdarre Sachsen-Anhalt in Annaburg. Abnehmer von Samenklengen sind Baumschulen (insbesondere Forstbaumschulen), Gärtnereien oder Forstämter; die Samenklenge selbst ist nicht für die Erzeugung von Setzlingen zuständig. Ein Kilogramm Fichtensamen zertifizierter Qualität, aus denen rund 50.000 Sämlinge gezogen werden können, kostet derzeit bis zu 400 Euro. Neben der Saatgutgewinnung bieten Samenklengen meist auch Führungen für Gruppen und Schulklassen an.
Die Österreichischen Bundesforste betreiben eine Saatgutaufbereitungsanlage in Arndorf.